# Sibilia
Sibilia è un comune del Guatemala facente parte del dipartimento di Quetzaltenango.
L'abitato venne fondato dai conquistadores spagnoli con il nome di Sevilla, che poi sarebbe stato corrotto nell'attuale, assunto ufficialmente nel 1887; per il periodo immediatamente precedente, a partire dal 1836 ebbe invece il nome di "San Antonio Bobos".